# 2-メチル分枝鎖エノイルCoAレダクターゼ
2-メチル分枝鎖エノイルCoAレダクターゼ（2-methyl-branched-chain-enoyl-CoA reductase）は、次の化学反応を触媒する酸化還元酵素である。
2-メチルブタノイルCoA + NAD+ {\displaystyle \rightleftharpoons } 2-メチルクロトノイルCoA + NADH + H+
反応式の通り、この酵素の基質は2-メチルブタノイルCoAとNAD+、生成物は2-メチルクロトノイルCoAとNADHとH+である。
組織名は2-methyl-branched-chain-acyl-CoA:NAD+ 2-oxidoreductaseである。